# Rechelle Hawkes
Rechelle Margaret Hawkes foi a campeã da equipe feminina de hóquei sobre a grama da Austrália, conhecida como Hockeyroos, por oito anos, e uma das duas únicas australianas a conquistar três medalhas de ouro nos Jogos Olímpicos, em Seul 1988, Atlanta 1996 e Sydney 2000. Hawkes também participou dos Jogos de Barcelona, nos quais a Austrália terminou em quinto.
Hawkes estreou em 1985, chegando aos 250 jogos em 1999. Ela também fez o juramento do atleta na Cerimônia de Abertura dos Jogos Olímpicos de Verão de 2000.